# Grup de l'Escultor
El Grup de l'Escultor és el més proper al Grup Local. És un grup de galàxies que conté moltes galàxies brillants (malgrat això són molt apagades per ser apreciades a ull nu). La galàxia més propera a nosaltres en aquest grup és NGC 55 que està a uns 5 milions d'anys llum, en la vora del nostre Grup Local.

## Galàxies
- NGC 55
- NGC 300
- UGCA 438
- UGCA 442
- NGC 247
- ESO 540-030
- ESO 293 - G 35
- IC 1574
- ESO 294 - G 10
- Nana Irregular de Sculptor
- NGC 59
- ESO 540 - G 30
- UGCA 15
- ESO 540 - G 32
- Nana el·líptica de l'Escultor
- ESO 242 - G 05
- NGC 253
- ESO 245 - G 05
- NGC 7793
- NGC 625
- NGC 45